# Bandow
Bandow ist ein Ortsteil der Stadt Schwaan im Landkreis Rostock in Mecklenburg-Vorpommern. Der Ort liegt 5,5 km westlich vom Kernbereich von Schwaan. Der Familienname Bandow lässt sich ebenfalls auf diesen Ort zurückführen.
Am 1. Juli 1950 wurde die bis dahin eigenständige Gemeinde Tatschow eingegliedert. Am 1. Januar 1999 wurde Bandow in die Stadt Schwaan eingemeindet.